# ConocoPhillips

Struktur der Großkonzerne in der Erdölbranche

ConocoPhillips ist ein international tätiger Energiekonzern und gilt als der drittgrößte US-Ölkonzern. Der Hauptsitz befindet sich in Houston, USA. Die Aktien werden an der New York Stock Exchange (NYSE) unter dem Kürzel COP gehandelt. Seit der Aufspaltung im Jahr 2012 ist ConocoPhillips für das sogenannte Upstream-Geschäft zuständig, also für die Exploration und Produktion von neuem Erdöl; die Raffinerien und die Tankstellennetze gingen an die Phillips 66 Company.

## Geschichte
Der Konzern entstand am 30. August 2002 durch die Fusion der beiden Unternehmen Conoco Inc. und Phillips Petroleum Company und trat in Europa in erster Linie durch das eigene Tankstellennetz in Erscheinung, welches den Namen JET trägt. Im März 2006 erwarb das Unternehmen Burlington Resources für 35,6 Milliarden US-Dollar.
An der zweitgrößten deutschen Raffinerie für Kraftstoffe, der MiRO (Mineraloelraffinerie Oberrhein) in Karlsruhe, ist das Unternehmen zu etwa 20 Prozent beteiligt.
In der Schweiz ist ConocoPhillips als Kooperationspartner von Coop seit 1988 zu 49 Prozent an der Coop Mineraloel beteiligt, welche landesweit Tankstellen und Convenience Shops betreibt sowie Heizöl vertreibt.
In der Timorsee beutet ConocoPhillips das Erdgasfeld Bayu Undan aus. Das Gas wird in das australische Darwin zur Weiterverarbeitung geleitet. Der Nachbarstaat Osttimor ist an den Gewinnen beteiligt. Hier gab es 2010 Unregelmäßigkeiten bei der Abrechnung, unter anderem weil ConocoPhillips Helium aus dem Gasfeld gewann und Osttimor nicht über die Gewinnung informierte. Auch beschuldigt Osttimor ConocoPhillips zu wenig Steuern gezahlt zu haben und verhängte eine hohe Geldstrafe. ConocoPhilipps zog dagegen vor Gericht. 2018 kaufte die Regierung Osttimors die Anteile von ConocoPhillips am Erdgasfeld Greater Sunrise auf. In Kanada ist der Konzern in der Ausbeutung der Athabasca-Ölsande tätig.
Im Jahr 2011, dem letzten vollen Geschäftsjahr vor der Abspaltung der Downstream-Aktivitäten in die Phillips 66 Company, erzielte ConocoPhillips einen Umsatz von 251,2 Mrd. US-Dollar bei 29.600 Mitarbeitern. Der Umsatz 2012 bei 62,004 Mrd. US-Dollar. Im Jahr 2014 konnte das Unternehmen noch 52 Mrd. US-Dollar umsetzen, bis im Folgejahr die Umsätze deutlich sanken. So erzielte ConocoPhillips im Jahr 2015 einen Umsatz von rund 29  Mrd. US-Dollar. Am 19. Oktober 2020 wurde bekanntgegeben, dass das Unternehmen den amerikanischen Schieferöl-Konzern Concho Resources für 9,7 Milliarden US-Dollar übernehmen will. Bekanntheit erlangte das Unternehmen besonders Anfang 2022, als es das Willow-Projekt vorstellte, welches Joe Biden unterschrieb und somit sein Wahlversprechen gebrochen hat.
Zum Jahresende 2024 finalisierte ConocoPhillips die vollständige Übernahme von Marathon Oil für 22,5 Milliarden US-Dollar.

### Aufspaltung
Am 14. Juli 2011 gab ConocoPhillips bekannt, dass das Unternehmen in die zwei eigenständigen börsennotierten Gesellschaften Refining & Marketing sowie Exploration & Production aufgespalten werden soll. Dies sollte durch einen Spin-off der Sparte Refining & Marketing geschehen.
Am 1. Mai 2012 wurde die Aufspaltung abgeschlossen. Die neu entstandene börsennotierte Firma Phillips 66, die das abgespaltene Downstream-Geschäft beinhaltet, beschäftigte 2012 weltweit rund 13.500 Mitarbeiter und erzielte im selben Jahr einen Umsatz von rund 179 Milliarden US-Dollar. Mit der Aufspaltung ging auch die Marke JET an Phillips 66 und gehört nicht länger ConocoPhillips an.

## Ehemalige Vertriebsbereiche
Das Tankstellennetz umfasste weltweit über 20.000 Tankstellen, davon unter dem Namen „JET“ 540 in Deutschland und über 140 in Österreich, die heute von der Phillips 66 Company betrieben werden.
Weiterhin waren 18 Raffinerien im Besitz von ConocoPhillips. Dazu gehörte auch die Wilhelmshavener Raffinerie in Wilhelmshaven. Diese wurde im ersten Halbjahr 2006 von der französischen Louis Dreyfus Group übernommen, steht seit 2009 still und wurde zum 1. Juni 2011 geschlossen. In Deutschland betrieb ConocoPhillips zusätzlich 47 Waschstraßen unter dem Namen Star Wash und war damit der zweitgrößte Waschstraßenbetreiber in Deutschland.